# Hermann Schweppenhäuser
Hermann Schweppenhäuser (12 de març de 1928 - 8 d'abril de 2015) va ser un filòsof alemany. Va ser professor emèrit de Filosofia de la Universitat Johann Wolfgang Goethe de Frankfurt del Main, i coeditor, amb Rolf Tiedemann, de les Obres completes de Walter Benjamin. Va ser membre, juntament amb Horkheimer i Adorno, de la segona generació de l'Escola de Frankfurt, i va participar en el famós Gruppenexperiment.